# Nyírbátor
Nyírbátor − miasto powiatowe w komitacie Szabolcs-Szatmár-Bereg w północno-wschodnich Węgrzech.

## Położenie
Nyírbátor leży niemal w centrum wysoczyzny Nyírség. Przez miasto przebiega droga 471 z Debreczyna do przejścia granicznego Tiszabecs-Wyłok na granicy z Ukrainą. Lokalne drogi łączą Nyírbátor z Nyíregyháza, Baktalórántháza i przejściem granicznym Nyírábrány - Valea lui Mihai na granicy z Rumunią. Przez Nyírbátor biegnie również linia kolejowa z Debreczyna do Mátészalka, łącząca się z lokalną linią z Nyíregyháza.

## Historia
Pierwsza pisemna wzmianka o Nyírbátor pochodzi z roku 1279. W roku 1330 król Karol Robert podniósł miejscowość do rangi osady targowej. Miejscowość należała do rodu Gutkeled, następnie przeszła w ręce rodu Báthory, do którego należała do roku 1613. Pod panowaniem Báthorych, w XV i w XVI wieku, Nyírbátor rozkwitło jako ośrodek handlu i rzemiosła na szlakach handlowych z właściwych Węgier do Siedmiogrodu i na Ruś. W roku 1549 wysłannicy cesarza Ferdynanda I Hasbsurga zawarli w Nyírbátor z regentem Siedmiogrodu biskupem Jerzym Martinuzzim układ oddający Siedmiogród pod panowanie habsburskie. W XVIII wieku miasto podupadło, co skończyło się utratą praw miejskich podczas reformy administracyjnej w roku 1872. Prawa miejskie Nyírbátor odzyskało w 1973.

## Zabytki i atrakcje turystyczne
Z czasów świetności pozostały w Nyírbátor między innymi gotycki (1488–1511) zbór kalwiński z XVI-wieczną drewnianą renesansową dzwonnicą, rzymskokatolicki (gotycki, zburzony przez Turków, odbudowany z barokowym wnętrzem w 1717) kościół minorytów oraz barokowy klasztor - dzisiejsze István Báthori Múzeum. Od 1967 w mieście odbywają się festiwale muzyczne, a od 1992 - festiwale teatrów ulicznych.
W mieście znajduje się również kąpielisko termalne.

## Miasta partnerskie
- Şimleu Silvaniei, Rumunia
- Carei, Rumunia
- Wynohradiw, Ukraina
- Rawa Mazowiecka, Polska
- Grodno, Białoruś